# Puchar Spenglera 2014
88. edycja Pucharu Spenglera – rozegrana została w dniach 26–31 grudnia 2014. Wzięło w niej udział po raz pierwszy w historii turnieju trzech uczestników turnieju pochodzących z ligi KHL. Mecze rozgrywane były w hali Vaillant Arena.
Do turnieju oprócz drużyny gospodarzy HC Davos oraz tradycyjnie uczestniczącego Teamu Canada zaproszono cztery drużyny: KHL Medveščak Zagrzeb, Jokerit, Saławat Jułajew Ufa oraz Servette Genewa. Po zwiększeniu turnieju do sześciu drużyn rozgrywki podzielono na dwie grupy. Pierwsza nazwana została na cześć Richarda Torrianiego dwukrotnego brązowego medalistę igrzysk olimpijskich w hokeju na lodzie z 1928 i 1948 oraz srebrnego medalistę mistrzostw świata w saneczkarstwie w jedynkach mężczyzn z 1957 roku. Wszystkie te medale zdobył w Davos. Druga grupa została nazwana na część Hansa Cattini oraz Ferdinanda Cattini. Cała trójka grała w przeszłości w zespole HC Davos.
Z racji podziału na grupy po rozegraniu meczów fazy grupowej odbyły się dwa spotkania o awans do półfinałów turnieju. Zwycięzcy półfinałów rozegrali finałowe spotkanie w samo południe 31 grudnia 2014 roku.
Obrońcami tytułu będzie drużyna Servette Genewa, która w finale poprzedniej edycji pokonała CSKA Moskwa.

## Faza grupowa
Grupa Torriani
| 26 grudnia 2014 | Servette Genewa | 3:2 | Saławat Jułajew Ufa | Vaillant Arena |

| Szczegóły      | Szczegóły                                                     | Szczegóły       | Szczegóły                                       | Szczegóły                                                                        |
| -------------- | ------------------------------------------------------------- | --------------- | ----------------------------------------------- | -------------------------------------------------------------------------------- |
| Godzina: 15:00 | T. Kast (PP) 05:50 Ta. Pyatt (PP) 14:10 I. Pestoni (EQ) 17:35 | (3:0, 0:2, 0:0) | 31:31 (EQ) A. Slepyszew 34:20 (EQ) I. Heikkinen | Widzów: 6300 Sędzia główny: Stefan Eichmann Sędziowie liniowi: Daniel Piechaczek |
| Godzina: 15:00 | 10 min. kar                                                   |                 | 4 min. kar                                      | Widzów: 6300 Sędzia główny: Stefan Eichmann Sędziowie liniowi: Daniel Piechaczek |

| 27 grudnia 2014 | Jokerit | 3:4 | Saławat Jułajew Ufa | Vaillant Arena |

| Szczegóły      | Szczegóły                                                    | Szczegóły       | Szczegóły                                                                                       | Szczegóły                                                       |
| -------------- | ------------------------------------------------------------ | --------------- | ----------------------------------------------------------------------------------------------- | --------------------------------------------------------------- |
| Godzina: 15:00 | E. Pöysti (EQ) 00:16 L. Omark (EQ) 29:32 L. Omark (PP) 41:30 | (1:2, 1:2, 1:0) | 02:03 (EQ) A. Głuchow 10:49 (PP) A. Pihlström 28:49 (EQ) A. Pihlström 30:22 (EQ) T. Hartikainen | Sędzia główny: Stefan Eichmann Sędziowie liniowi: Danny Kurmann |
| Godzina: 15:00 | 12 min. kar                                                  |                 | 10 min. kar                                                                                     | Sędzia główny: Stefan Eichmann Sędziowie liniowi: Danny Kurmann |

| 28 grudnia 2014 | Servette Genewa | 3:1 | Jokerit | Vaillant Arena |

| Szczegóły      | Szczegóły                                                     | Szczegóły       | Szczegóły             | Szczegóły                                                                     |
| -------------- | ------------------------------------------------------------- | --------------- | --------------------- | ----------------------------------------------------------------------------- |
| Godzina: 15:00 | K. Romy (PP) 06:27 I. Pestoni (EQ) 41:37 Ta. Pyatt (PP) 47:16 | (1:0, 0:1, 2:0) | 33:08 (EQ) V. Lajunen | Widzów: 6300 Sędzia główny: Daniel Piechaczek Sędziowie liniowi: Marc Wiegand |
| Godzina: 15:00 | 8 min. kar                                                    |                 | 20 min. kar           | Widzów: 6300 Sędzia główny: Daniel Piechaczek Sędziowie liniowi: Marc Wiegand |

| Lp. | Zespół              | M | Pkt | Z | WpD | PpD | P | G+ | G- | +/− |
| --- | ------------------- | - | --- | - | --- | --- | - | -- | -- | --- |
| 1   | Servette Genewa     | 2 | 6   | 2 | 0   | 0   | 0 | 6  | 3  | +2  |
| 2   | Saławat Jułajew Ufa | 2 | 3   | 1 | 0   | 0   | 1 | 6  | 6  | 0   |
| 3   | Jokerit             | 2 | 0   | 0 | 0   | 0   | 2 | 4  | 7  | -3  |

    = bezpośredni awans do półfinału,     = udział w ćwierćfinale
Grupa Cattini
| 26 grudnia 2014 | HC Davos | 2:1 | Team Canada | Vaillant Arena |

| Szczegóły      | Szczegóły                                    | Szczegóły       | Szczegóły            | Szczegóły                                                                 |
| -------------- | -------------------------------------------- | --------------- | -------------------- | ------------------------------------------------------------------------- |
| Godzina: 20:15 | B. Forster (EQ) 07:34 D. Axelsson (PP) 47:50 | (1:0, 0:0, 1:1) | 49:10 (PP) A. Giroux | Widzów: 6300 Sędzia główny: Danny Kurmann Sędziowie liniowi: Marc Wiegand |
| Godzina: 20:15 | 8 min. kar                                   |                 | 16 min. kar          | Widzów: 6300 Sędzia główny: Danny Kurmann Sędziowie liniowi: Marc Wiegand |

| 27 grudnia 2014 | KHL Medveščak Zagrzeb | 1:3 | Team Canada | Vaillant Arena |

| Szczegóły      | Szczegóły               | Szczegóły       | Szczegóły                                                         | Szczegóły                                                                           |
| -------------- | ----------------------- | --------------- | ----------------------------------------------------------------- | ----------------------------------------------------------------------------------- |
| Godzina: 20:15 | P. Pelletier (EQ) 48:15 | (0:2, 0:1, 1:0) | 11:45 (EQ) B. Holloway 17:36 (EQ) S. Giliati 21:07 (EQ) A. Giroux | Widzów: 6300 Sędzia główny: Kendrick Nicholson Sędziowie liniowi: Daniel Piechaczek |
| Godzina: 20:15 | 4 min. kar              |                 | 10 min. kar                                                       | Widzów: 6300 Sędzia główny: Kendrick Nicholson Sędziowie liniowi: Daniel Piechaczek |

| 28 grudnia 2014 | HC Davos | 1:0 | KHL Medveščak Zagrzeb | Vaillant Arena |

| Szczegóły      | Szczegóły              | Szczegóły       | Szczegóły   | Szczegóły                                                                       |
| -------------- | ---------------------- | --------------- | ----------- | ------------------------------------------------------------------------------- |
| Godzina: 20:15 | M. Paulsson (EQ) 01:26 | (1:0, 0:0, 0:0) |             | Widzów: 6300 Sędzia główny: Danny Kurmann Sędziowie liniowi: Kendrick Nicholson |
| Godzina: 20:15 | 16 min. kar            |                 | 10 min. kar | Widzów: 6300 Sędzia główny: Danny Kurmann Sędziowie liniowi: Kendrick Nicholson |

| Lp. | Zespół                | M | Pkt | Z | WpD | PpD | P | G+ | G- | +/− |
| --- | --------------------- | - | --- | - | --- | --- | - | -- | -- | --- |
| 1   | HC Davos              | 2 | 6   | 2 | 0   | 0   | 0 | 3  | 1  | +2  |
| 2   | Team Canada           | 2 | 3   | 1 | 0   | 0   | 1 | 4  | 3  | +1  |
| 3   | KHL Medveščak Zagrzeb | 2 | 0   | 0 | 0   | 0   | 2 | 1  | 3  | -2  |

    = bezpośredni awans do półfinału,     = udział w ćwierćfinale

## Faza pucharowa
|  |                   |                   |              |                 |                 |                 |                 |           |                     |                     |       |       |       |
|  | Ćwierćfinały      | Ćwierćfinały      | Ćwierćfinały |                 |                 | Półfinały       | Półfinały       | Półfinały |                     |                     | Finał | Finał | Finał |
|  | Ćwierćfinały      | Ćwierćfinały      | Ćwierćfinały |                 |                 | Półfinały       | Półfinały       | Półfinały |                     |                     | Finał | Finał | Finał |
|  |                   |                   |              |                 |                 |                 |                 |           |                     |                     |       |       |       |
|  |                   |                   |              |                 |                 |                 |                 |           |                     |                     |       |       |       |
|  |                   |                   |              | HC Davos        | HC Davos        | 3               |                 |           |                     |                     |       |       |       |
|  |                   |                   |              | HC Davos        | HC Davos        | 3               |                 |           |                     |                     |       |       |       |
|  | Saławat Jułajew   | Saławat Jułajew   | 3            |                 |                 | Saławat Jułajew | Saławat Jułajew | 4         |                     |                     |       |       |       |
|  | Saławat Jułajew   | Saławat Jułajew   | 3            |                 |                 | Saławat Jułajew | Saławat Jułajew | 4         |                     |                     |       |       |       |
|  | Medveščak Zagrzeb | Medveščak Zagrzeb | 0            |                 |                 |                 |                 |           | Saławat Jułajew Ufa | Saławat Jułajew Ufa | 0     |       |       |
|  | Medveščak Zagrzeb | Medveščak Zagrzeb | 0            |                 |                 |                 |                 |           | Saławat Jułajew Ufa | Saławat Jułajew Ufa | 0     |       |       |
|  |                   |                   |              |                 |                 | Servette Genewa | Servette Genewa | 3         |                     |                     |       |       |       |
|  |                   |                   |              |                 |                 | Servette Genewa | Servette Genewa | 3         |                     |                     |       |       |       |
|  |                   |                   |              | Servette Genewa | Servette Genewa | 6               |                 |           |                     |                     |       |       |       |
|  |                   |                   |              | Servette Genewa | Servette Genewa | 6               |                 |           |                     |                     |       |       |       |
|  | Team Canada       | Team Canada       | 5            |                 |                 | Team Canada     | Team Canada     | 5         |                     |                     |       |       |       |
|  | Team Canada       | Team Canada       | 5            |                 |                 | Team Canada     | Team Canada     | 5         |                     |                     |       |       |       |
|  | Jokerit           | Jokerit           | 2            |                 |                 |                 |                 |           |                     |                     |       |       |       |
|  | Jokerit           | Jokerit           | 2            |                 |                 |                 |                 |           |                     |                     |       |       |       |

Ćwierćfinały
| 29 grudnia 2014 | Saławat Jułajew Ufa | 3:0 | KHL Medveščak Zagrzeb | Vaillant Arena |

| Szczegóły      | Szczegóły                                                              | Szczegóły       | Szczegóły   | Szczegóły                                                                   |
| -------------- | ---------------------------------------------------------------------- | --------------- | ----------- | --------------------------------------------------------------------------- |
| Godzina: 15:00 | D. Siomin (EQ) 19:26 S. Gołowanow (EQ) 49:23 T. Hartikainen (PP) 53:13 | (1:0, 0:0, 2:0) |             | Widzów: 5934 Sędzia główny: Stefan Eichmann Sędziowie liniowi: Marc Wiegand |
| Godzina: 15:00 | 10 min. kar                                                            |                 | 16 min. kar | Widzów: 5934 Sędzia główny: Stefan Eichmann Sędziowie liniowi: Marc Wiegand |

| 29 grudnia 2014 | Team Canada | 5:2 | Jokerit | Vaillant Arena |

| Szczegóły      | Szczegóły | Szczegóły       | Szczegóły                               | Szczegóły                                                                           |
| -------------- | --- | --------------- | --------------------------------------- | ----------------------------------------------------------------------------------- |
| Godzina: 20:15 | M. DuPont (PP) 17:44 A. Giroux (PP) 24:11 J. Tambellini (EQ) 38:33 B. McLean (SH) 53:08 M-A. Gragnani (EN) 59:05 | (1:2, 2:0, 2:0) | 00:58 (EQ) S. Moses 04:08 (EQ) L. Omark | Widzów: 6300 Sędzia główny: Kendrick Nicholson Sędziowie liniowi: Daniel Piechaczek |
| Godzina: 20:15 | 24 min. kar |                 | 20 min. kar                             | Widzów: 6300 Sędzia główny: Kendrick Nicholson Sędziowie liniowi: Daniel Piechaczek |

Półfinały
| 30 grudnia 2014 | HC Davos | 3:4 pk. | Saławat Jułajew Ufa | Vaillant Arena |

| Szczegóły      | Szczegóły                                                                | Szczegóły                 | Szczegóły                                                                                     | Szczegóły                                                                      |
| -------------- | ------------------------------------------------------------------------ | ------------------------- | --------------------------------------------------------------------------------------------- | ------------------------------------------------------------------------------ |
| Godzina: 15:00 | N. Danielsson (EQ) 04:15 M. Paulsson (PP) 13:42 N. Danielsson (EQ) 52:48 | (2:0, 0:1, 1:2, 0:0, 0:1) | 27:35 (EQ) A. Pankow 41:12 (PP) A. Slepyszew 49:16 (EQ) D. Chłystow 65:00 (SO) T. Hartikainen | Widzów: 6300 Sędzia główny: Kendrick Nicholson Sędziowie liniowi: Marc Wiegand |
| Godzina: 15:00 | 39 min. kar                                                              |                           | 41 min. kar                                                                                   | Widzów: 6300 Sędzia główny: Kendrick Nicholson Sędziowie liniowi: Marc Wiegand |

| 30 grudnia 2014 | Servette Genewa | 6:5 | Team Canada | Vaillant Arena |

| Szczegóły      | Szczegóły | Szczegóły       | Szczegóły                                                                                                   | Szczegóły                                                                    |
| -------------- | --- | --------------- | --- | ---------------------------------------------------------------------------- |
| Godzina: 20:15 | T. Pestoni (EQ) 08:10 To. Pyatt (EQ) 19:41 R. Loeffel (PP) 26:46 F. Bouillon (EQ) 27:04 T. Kast (SH) 30:25 R. Loeffel (PP) 45:19 | (2:0, 3:3, 1:2) | 30:54 (EQ) M. Hedden 36:03 (EQ) R. Parent 39:26 (EQ) J. Samson 41:35 (PP) A. Giroux 50:42 (EQ) M-A. Pouilot | Widzów: 6300 Sędzia główny: Stefan Eichmann Sędziowie liniowi: Danny Kurmann |
| Godzina: 20:15 | 10 min. kar |                 | 8 min. kar                                                                                                  | Widzów: 6300 Sędzia główny: Stefan Eichmann Sędziowie liniowi: Danny Kurmann |

Finał
| 31 grudnia 2014 | Saławat Jułajew Ufa | 0:3 | Servette Genewa | Vaillant Arena |

| Szczegóły      | Szczegóły   | Szczegóły       | Szczegóły                                                        | Szczegóły                                                                       |
| -------------- | ----------- | --------------- | ---------------------------------------------------------------- | ------------------------------------------------------------------------------- |
| Godzina: 12:00 |             | (0:0, 0:2, 0:1) | 22:54 (PP) A. Jacquemet 34:31 (PP) D. Rubin 49:26 (EQ) Ta. Pyatt | Widzów: 6300 Sędzia główny: Danny Kurmann Sędziowie liniowi: Kendrick Nicholson |
| Godzina: 12:00 | 10 min. kar |                 | 10 min. kar                                                      | Widzów: 6300 Sędzia główny: Danny Kurmann Sędziowie liniowi: Kendrick Nicholson |

## Klasyfikacje indywidualne
- Klasyfikacja strzelców:  Alexandre Giroux (Team Canada) – 4 gole
- Klasyfikacja asystentów:  Marc-Antoine Pouliot (Team Canada),  Tom Pyatt (Servette Genewa) – po 5 asyst
- Klasyfikacja kanadyjska:  Romain Loeffel,  Tom Pyatt (obaj Servette Genewa),  Marc-Antoine Pouliot (Team Canada) – 6 punktów

## Skład Gwiazd turnieju
Po zakończeniu turnieju został wybrany skład gwiazd, skupiający najlepszą szóstkę zawodników na indywidualnych pozycjach.
- Bramkarz.  Leonardo Genoni (HC Davos)
- Lewy obrońca:  Félicien Du Bois (HC Davos)
- Prawy obrońca:  Ilkka Heikkinen (Saławat Jułajew Ufa)
- Lewoskrzydłowy:  Inti Pestoni (Servette Genewa)
- Środkowy:  Anton Slepyszew (Saławat Jułajew Ufa)
- Prawoskrzydłowy:  Linus Omark (Jokerit)

## Skład zdobywcy Pucharu Spenglera
Ostateczna kolejność
| Lp.   | Drużyna               |
| ----- | --------------------- |
| złoto | Servette Genewa       |
|       | Saławat Jułajew Ufa   |
|       | HC Davos              |
| 4     | Team Canada           |
| 5     | KHL Medveščak Zagrzeb |
| 6     | Jokerit               |

Skład zdobywcy Pucharu Spenglera – Servette Genewa.
Bramkarze:

Christophe Bays, Janick Schwendener.
Obrońcy:

Eliot Antonietti, Goran Bezina, Frédéric Iglesias, Romain Loeffel, Jonathan Mercier, Dario Trutmann, Daniel Vukovic.
Napastnicy:

Cody Almond, Matt D'Agostini, Floran Douay, Roland Gerber, Arnaud Jacquemet, Timothy Kast, Matthew Lombardi, Alexandre Picard, Taylor Pyatt, Tom Pyatt, Christopher Rivera, Kevin Romy, Daniel Rubin, Tim Traber, Jeremy Wick.
Wypożyczeni: Francis Bouillon (obrońca, HC Ambrì-Piotta), Inti Pestoni (napastnik, HC Ambrì-Piotta), Ramon Untersander (obrońca, EHC Biel)
Trener: Chris McSorley